# Mezilesí u Přisečnice
Mezilesí (deutsch Orpus) ist ein Ortsteil von Kryštofovy Hamry (Christophhammer) in Tschechien. Er gehört zum Katastralbezirk Dolina.

## Geografie

### Lage
Mezilesí befindet sich am Kamm des Mittleren Erzgebirges nahe der Grenze zu Deutschland und südöstlich des Velký Špičák (Großer Spitzberg). Der Ort liegt am Oberlauf der im Tschechischen als Přísečnice bezeichneten Preßnitz.

### Nachbarorte
| Černý Potok |                                             | Vodní nádrž Přísečnice |
| Kovářská    | Kompassrose, die auf Nachbargemeinden zeigt | Dolina                 |
| Horní Halže | Měděnec                                     | Kotlina                |

## Geschichte

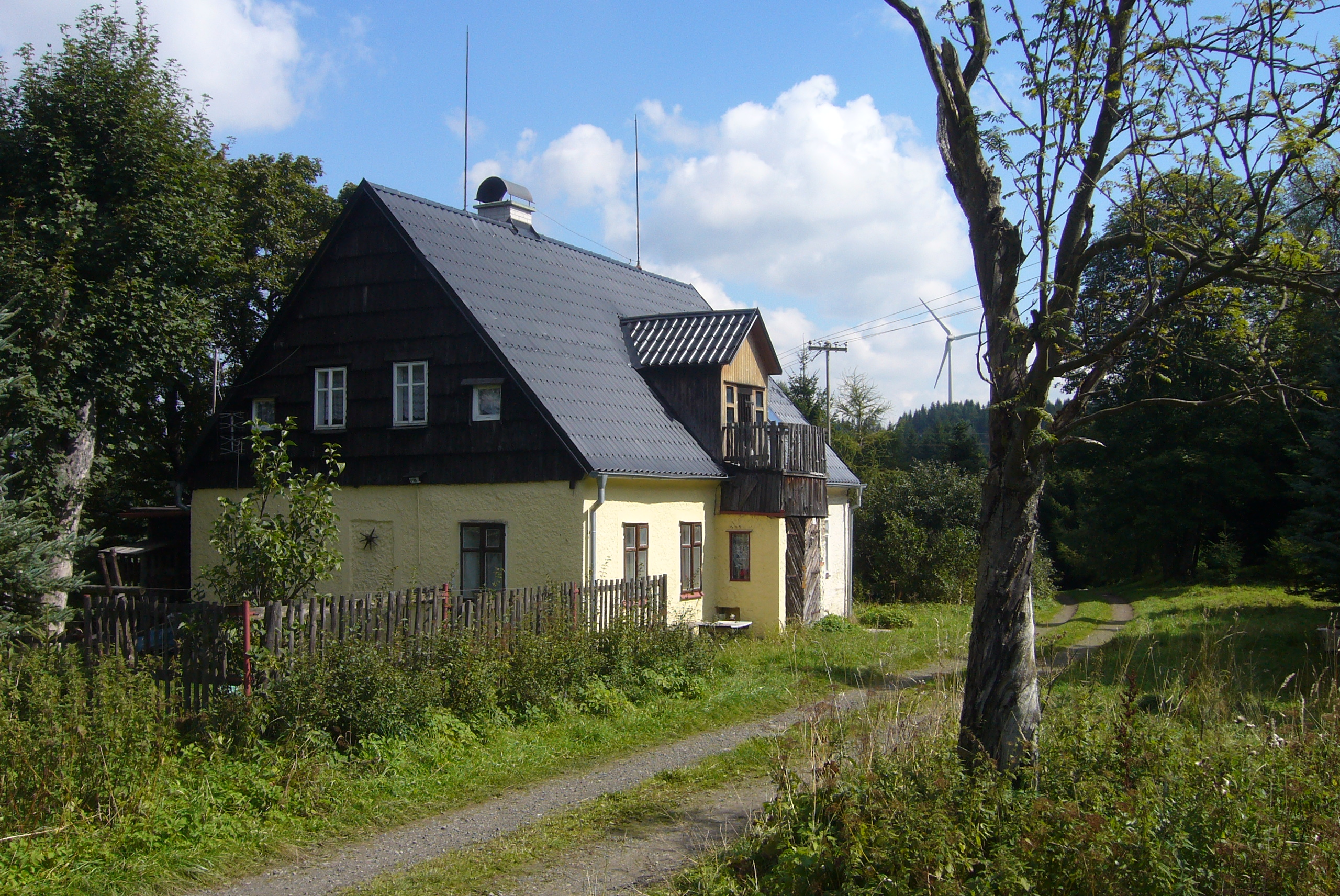
Mezilesí (Kryštofovy Hamry)

Die erste schriftliche Erwähnung des Dorfes Orpus in der Nähe der Grenze zu Sachsen stammt aus dem Jahr 1712. Jedoch wurde vermutlich schon im 14. Jahrhundert, d. h. lange vor der Erwähnung der kleinen Siedlung mit dem Bergbau begonnen. Zwischen dem 16. und 19. Jahrhundert befanden sich in Orpus die bedeutendsten Eisenerzbergwerke des mittleren Erzgebirges. Die größte Zeche von Orpus war die „Dorotheazeche“, welche bereits in einer Urkunde aus dem Jahr 1577 belegt ist. Weiterhin existierten die „Fräuleinzeche“, die „Fischerzeche“, die „Maria Hilfzeche“, die „Sieben Brüderzeche“ und die „Hilfe Gotteszeche“. Zu dieser Zeit bestand Orpus nur aus einem Bergwerk und einem Berghaus. Abhängig von den Förderzahlen im Bergbau schwankte auch die Einwohnerzahl des Orts. Dauerhaft wohnten meist nur wenige Bergleute mit ihren Familien in Orpus, die aus Schmiedeberg und Preßnitz zugezogen waren. Sie blieben nur wenige Jahre und zogen dann weiter. Zwischen 1794 und 1846 wurden in der Dorotheazeche mehr als 1000 Tonnen Magnetit gefördert. Der Bergbau endete in Orpus erst im Jahr 1965 mit der Schließung der „Wenzelszeche“.
Die Ortschaft Orpus wurde 1712 erstmals erwähnt. Vermutlich wurden die ersten Häuser für Schichtmeister, Bergschmied, Bergzimmerling und den für die Grubenwasserversorgung zuständigen Kunstwarter errichtet. Zwischen 1787 und 1945 stieg die Anzahl der Häuser von sechs auf 20. Die Einwohnerzahl stieg von 81 im Jahr 1869 auf 96 um das Jahr 1945. 
Orpus gehörte bis 1850 zur Herrschaft Preßnitz. Danach wurde die Siedlung von Dörnsdorf aus verwaltet. Durch die Niederlage des österreichisch-ungarischen Heeres im Ersten Weltkrieg 1918 und das Ende Österreich-Ungarns am 31. Oktober wurde auch das Ende des Kronlandes Böhmen besiegelt. Dadurch wurde auch das böhmische Orpus offiziell in die neue Tschechoslowakische Republik eingegliedert. Nachdem deutsche Truppen im Oktober 1938 das Sudetenland und mit ihm auch Orpus besetzten, erfolgte am 10. Oktober 1938 die Eingliederung in den Bezirk Preßnitz im Reichsgau Sudetenland.
Nach dem Ende des Zweiten Weltkriegs wurde im Jahr 1945 die Tschechoslowakei in den Grenzen aus der Zeit vor dem Münchner Abkommen wiederhergestellt, zu der nun auch Orpus wieder gehörte. Zwischen 1945 und 1946 wurde die überwiegend deutschböhmische Bevölkerung vertrieben und der Ort teilweise mit Tschechen neu besiedelt, wodurch die Einwohnerzahl von 96 im Jahr 1930 auf 15 im Jahr 1950 drastisch sank.
Der heutige Name „Mezilesí“ (frei übersetzt: „zwischen den Wäldern“) wurde im Jahre 1949/50 durch ein Dekret des Ministeriums des Innern eingeführt. Er bezieht sich auf seine Lage mitten im Wald.
Im Jahre 1960 wurde Mezilesí unter die Verwaltung der Stadt Přísečnice gestellt. Nachdem die Stadt im Zuge des Baus der Talsperre Preßnitz im Jahr 1974 aufgelöst worden war, erfolgte die Angliederung von Mezilesí an die Gemeinde Kryštofovy Hamry. Seit dieser Zeit hat der Ort nur noch ein bis zwei dauerhafte Bewohner.
Bis zum Jahr 2002 gehörte Mezilesí zum Okres Chomutov im Ústecký kraj.

### Entwicklung der Einwohnerzahl
| Jahr | Einwohnerzahl |
| ---- | ------------- |
| 1869 | 81            |
| 1880 | 77            |
| 1890 | 91            |
| 1900 | 94            |
| 1910 | 98            |

| Jahr | Einwohnerzahl |
| ---- | ------------- |
| 1921 | 83            |
| 1930 | 96            |
| 1950 | 15            |
| 1961 | 11            |
| 1970 | 1             |

| Jahr | Einwohnerzahl |
| ---- | ------------- |
| 1980 | 0             |
| 1991 | 0             |
| 2001 | 1             |
| 2011 | 2             |

## Persönlichkeiten
- Ferdinand Stamm (* 11. Mai 1813 in Orpus; † 29. Juli 1880 in Pötzleinsdorf), böhmisch-österreichischer Schriftsteller, Journalist und Politiker